# 大島静流
大島 静流（おおしま しずる、1997年 - ）は、日本の詩人。

## 経歴
慶應義塾大学卒。2019年より七月堂の詩誌『インカレポエトリ』に参加。2021年2月、第1詩集『飛石の上』で、第26回中原中也賞最終候補。2024年2月、『蔦の城』で第29回中原中也賞最終候補。同年11月、『蔦の城』が詩人の野村喜和夫が決定する第13回エルスール財団新人賞（現代詩部門）を受賞。

## 作品リスト

### 詩集
- 『水際』 (七月堂インカレポエトリ叢書、2020年7月）ISBN 978-4-87944-422-6
- 『蔦の城』 (思潮社 lux poetica、2023年11月) ISBN 978-4-7837-4564-8

### 雑誌等掲載
詩作品
- 「刃」 - 『現代詩手帖』2023年5月号（思潮社）
- 「時刻について」 - 『現代詩手帖』2025年2月号（思潮社）

エッセイなど
- 「相剋を見つめて : インタビュー」 - 『現代詩手帖』2024年2月号（思潮社）